# Gomhars
Gomhars is een mengsel van gom en hars, die voornamelijk terug te vinden is in planten met melksap. Gom lost op in water en hars lost op in alcohol.

## Voorbeelden
- Duivelsdrek
- Galbanum
- Mirre
- Wierook